# The Animation Workshop
The Animation Workshop er en dansk uddannelsesinstitution beliggende på den tidligere kaserne i Viborg. Skolens hovedfokus er animation, og den er en af Europas førende klynger på området.

## Historie
Institutionen startede i 1989 som et tilbud til folk med lyst til at eksperimentere og arbejde med animation. Med tiden er skolen vokset betydeligt, og fik i 2003 anerkendt sin karakteranimatoruddannelse til at være en SU-berettiget professionsbacheloruddannelse af Undervisningsministeriet. The Animation Workshop er en del af VIA University College.

## Afgangsfilm
- The Reward - Tales of Alethrion